# ژله‌ماهی آفریقای جنوبی
ژله ماهی آفریقای جنوبی (نام علمی: Carybdea branchi) نام یک گونه از رده جعبه‌زیان است.